# Baron Bliss
Pour les articles homonymes, voir Bliss.
Henry Edward Ernest Victor Bliss (16 février 1869 - 9 mars 1926), communément appelé Baron Bliss (4e du nom), était un voyageur d'origine britannique qui légua en fiducie près de deux millions de dollars béliziens pour le bénéfice des citoyens du Belize (à l'époque le Honduras britannique).

## Biographie

Phare Baron Bliss.

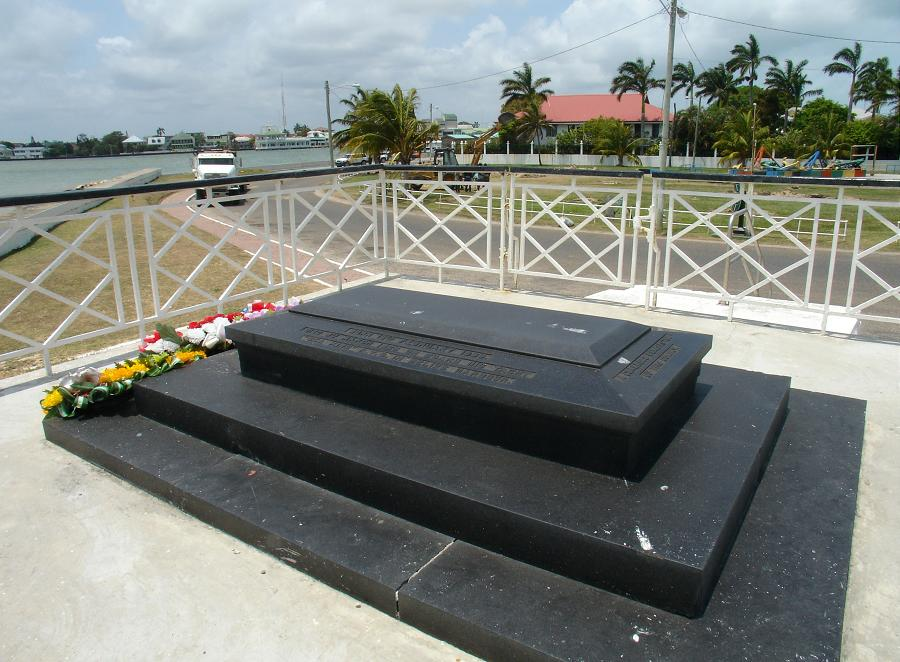
Tombe du Baron Bliss

Il est né Henry Edward Ernest Victor Barrett et a vécu dans sa jeunesse à Marlow, dans le Buckinghamshire, en Angleterre. Ingénieur de métier, il hérite à l'âge adulte d'un ancêtre nommé Sir John Moore, du titre de 4e Baron Bliss du Royaume du Portugal. Il a apparemment réussi dans sa carrière, mais on ne sait pas comment il a amassé sa fortune, que ce soit en raison de son sens des affaires, d'un héritage, ou de la combinaison des deux.
En 1911, à l'âge de 42 ans, probablement en raison de la poliomyélite, Bliss est paralysé et confiné dans un fauteuil roulant. Malgré cela, il reste actif ; c'est un marin passionné, mais qui se fait confisquer son yacht à des fins de guerre pendant la Première Guerre mondiale. Lorsque la guerre se termine, il est assez riche pour se retirer et consacrer sa vie à la pêche et la navigation de plaisance ; il acquiert un nouveau yacht qu'il baptise Sea King II. En 1920, il navigue aux Bahamas, où il reste pendant cinq ans. Pendant ce temps, sa femme Ethel Alice Bliss est restée en Angleterre, vivant avec une partie de sa fortune. Le couple n'a pas d'enfants.
Même s'il y possédait une propriété, il finit par quitter la société bahaméenne et navigue à la Trinité. Il y est depuis un court moment quand il est victime d'une grave intoxication alimentaire. Il décide d'accepter une précédente invitation de son ami Willoughby Bullock, alors procureur général du Honduras britannique, et navigue vers l'ouest, s'arrêtant brièvement en Jamaïque probablement pour des soins médicaux. Il arrive dans le port de Belize le 14 janvier 1926.
Sa santé semble s'améliorer semaines qui suivent, il passe beaucoup de ce temps à faire de la voile, explorer la côte et pêcher. Cependant, quelques jours avant son 57e anniversaire, sa santé se dégrade et les médecins lui indiquent qu'il est en phase terminale. C'est à ce moment qu'il a décide de laisser l'essentiel de sa fortune à ce pays, et consigne ses dernières volontés en date du 17 février. Plusieurs semaines plus tard, il meurt sur son yacht, ne s'étant jamais rendu sur le continent. Il est temporairement enterré dans Belize City, dans ce qui est maintenant appelé le Bliss Park ; il est ensuite enterré dans un tombeau de granit près de la mer, à proximité d'un phare, construit avec des fonds provenant de sa succession. Les instructions funéraires étaient explicitées dans son testament.

## Le legs

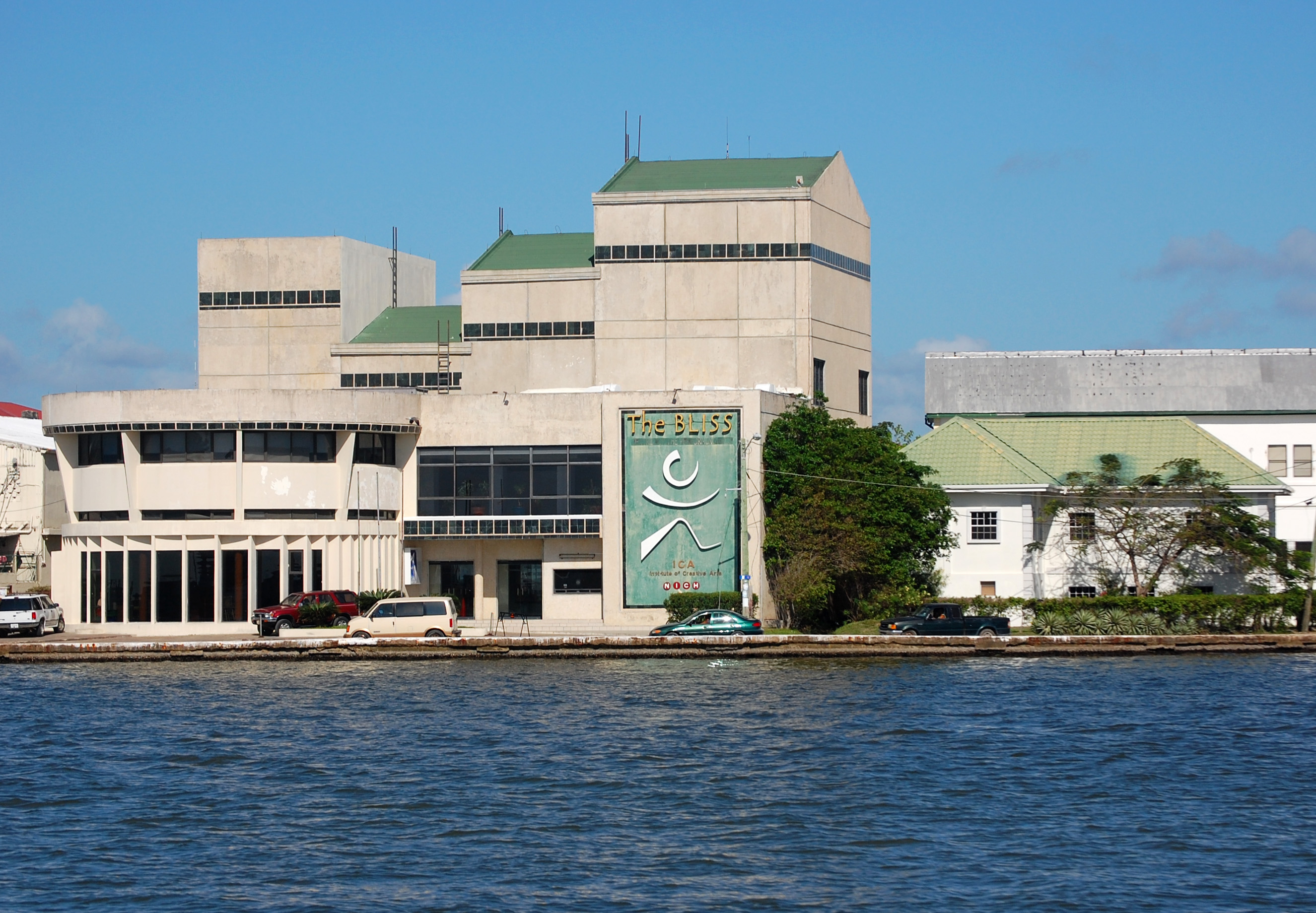
L'Institut Bliss

À sa mort, sa fortune est estimée à environ un million de livres sterling (≈ 1,8 million BZ$), soit l'équivalent de 65 millions de livres de 2022. Le Royaume-Uni a réclamé près de 480 000 BZ$ en droits de succession. Le Baron Bliss a donné des instructions précises sur la façon dont l'argent devait être utilisé au profit des citoyens de la colonie. Mis à part les petites rentes viagères versées à sa femme, ses parents en Angleterre et à son état-major personnel, le reste des fonds a été placé dans une fiducie exécutée par le gouverneur, le ministre des colonies et le procureur général.
Les fonds originaux devaient être investis dans des actions britanniques et des titres, et seuls les intérêts devaient être dépensés ; mais ils ne devaient être reversés ni à des églises, ni à des salles de danse ou écoles, sauf les écoles agricoles et professionnelles. Une centaine de livres sterling devaient être mises de côté chaque année pour une régate, qui a depuis été célébrée chaque année à l'occasion de la journée Baron Bliss. Sans qu'aucune explication n'ait été donnée, une clause particulière rattachée à l'argent était qu'aucun Américain ne pouvait être administrateur ou employé de la corporation.
Au fil des ans, le fonds a investi pour plus de deux millions de dollars béliziens dans des projets, incluant l'Institut Bliss (musée et théâtre), une école d'infirmière appelée à sa création Bliss School of Nursing, et d'autres investissements à travers le pays. En 2011, le fonds valait encore environ 1,5 million BZ$.

## Baron Bliss Day
Peu de temps après sa mort, le gouvernement a décrété que le 9 mars était le jour du Baron Bliss, un jour férié national. En novembre 2008, cette journée a été rebaptisée National Heroes and Benefactors Day  (jour des héros nationaux bienfaiteurs), et est maintenant observé le lundi le plus proche du 9 mars, sauf s'il tombe un samedi.